# Llengües waroid
Llengües waroid és una família lingüística proposada per Granberry i Vescelius (2004) que uneix el warao de Veneçuela amb les llengües extingides macorix i guanahatabey de les Grans Antilles.

## Llengües
Waroid
- Warao
- Carib
  - Macoris (Macorix)
    - Alt Macoris
    - Baix Macoris

  - Guanahatabey